# اچ‌ام‌اس متئور (۱۹۱۴)
اچ‌ام‌اس متئور (۱۹۱۴) (به انگلیسی: HMS Meteor (1914)) یک کشتی بود که طول آن ۲۷۴ فوت (۸۴ متر) بود. این کشتی در سال ۱۹۱۳ ساخته شد.